# ミシェル・ブロー
ミシェル・ブロー（Michel Brault、1928年6月25日 - 2013年9月21日）は、カナダ・ケベック州の撮影監督、映画監督、映画プロデューサーである。ドキュメンタリー映画、特にダイレクト・シネマにおいて、最も優秀なケベック人シネアストとされる。今日では頻繁に行われる、手持ちカメラによる映画撮影の意義を広めた人物である。

## 来歴・人物
1928年6月25日、カナダ・ケベック州のモントリオールに生まれる。
1960年代におけるミシェルの映画製作は、フランスのヌーヴェルヴァーグの考えを取り入れたものであった。ジャン・ルーシュとの、ヨーロッパでの共同作業がその例であり、ダイレクト・シネマ（シネマ・ヴェリテ）において新しい手法をもたらした。
穏やかな家族の出身であるミシェルは、当時の照明技師としてカナダ国立映画委員会（l'ONF）のクラスの一員になったり、スタジオで撮影された「ドキュメンタリー」 としてハリウッド式照明を罵ったりした。彼の照明技法は、アンビエント照明の光の影響を受け、広角に執着し、人物の移動によって表れる機動性や、人間の顔に集中するカドラージュ（構図）をとるなど、ハリウッド式撮影術とは一線を画したものであった。これはミシェル自身が断固とった手法であり、カナダ国立映画委員会にも大きな影響を与えた。
それは同時に、カナダ国立映画委員会でのダイレクト・シネマにおける顕著な部分だともいえる。特に、ジル・グルーとの共同監督作『Les Raquetteurs』（短篇、1958年）は手持ちカメラの最初の例であり、ピエール・ペロー監督の『Pour la suite du monde』（1963年）もその一つである。『Les Ordres』（1974年）は、1970年にケベックに介入されたオクトーバー・クライシスをとりあげた作品であり、1975年に第28回カンヌ国際映画祭監督賞を受賞した。
技術に熱心で、カメラメーカーのラボラトワール・エクレールとともに、手持ち撮影に特化したカメラを共同開発した。メディアへの考察、実践、融通性、技術的知性と映画理論によって、大きな影響力を持っている。特に、撮影監督やカメラマンの製作体制は揺るぎがなく、少数編成のスタッフで撮影する手法をとっている。こうした手法は、ピエール・ミニョーやアンドレ・テュルパンに引き継がれている。
ミシェルはイノベーションの精神を体現しており、カナダ国立映画委員会のフランス部門において、シネマ・ヴェリテに没頭している。
2013年9月21日、ハンツビル国際映画祭（フィルム・ノース）へ向かう途上で死去。

## 受賞
- 1974年、L・E・ウィメ・モルソン賞 Prix L.-E.-Ouimet-Molson
- 1975年、ヴィクトル・モラン賞 Prix Victor-Morin
- 1980年、モルソン賞 Prix Molson
- 1986年、アルベール・テシエ賞 Prix Albert-Tessier
- 1993年、ルース・ギルボー賞 Prix Luce-Guilbeault
- 1996年、総督舞台芸術賞 Prix des arts de la scène du Gouverneur général
- 2003年、ギイ・レキュイエ賞 Prix Guy-L'Écuyer
- 2003年、ケベック国家勲章オフィシエ章 Officier de l'Ordre national du Québec
- 2005年、ジュトラ賞 Prix Jutra

## 主な参加作品
- Les Raquetteurs（1958年、監督、共同監督：ジル・グルー） - 短篇ドキュメンタリー
- ある夏の記録 Chronique d'un été（1961年、撮影、監督・脚本：ジャン・ルーシュ、エドガール・モラン）
- 世界の存続のために Pour la suite du monde（1963年、脚本・撮影、監督：ピエール・ペロー）
- Geneviève（1964年）
- Entre la mer et l'eau douce（1967年、監督・脚本・撮影・編集）
- Les Ordres（1974年、監督・脚本）
- Montréal vu par...（1991年、監督・脚本）

### 撮影監督
- Les Mains nettes（1958年）
- À tout prendre（1964年）
- Entre tu et vous（1969年）
- 良識を欠いた国 Un pays sans bon sens !（1970年、監督：ピエール・ペロー）
- カムラスカ Kamouraska（1972年）
- Le Temps d'une chasse（1972年）
- Mon oncle Antoine（1973年）
- ノー・マーシィ/非情の愛 No Mercy（1985年）